# American Gods
Cet article concerne le roman de Neil Gaiman. Pour la série télévisée, voir American Gods (série télévisée).
American Gods (titre original: American Gods) est un roman de fantasy de Neil Gaiman, paru en 2001. 

## Résumé
En sortant de prison, Ombre apprend la mort de sa femme et de son meilleur ami dans un accident de voiture. À bord de l'avion qui le ramène chez lui, il se fait embaucher comme garde du corps par un étrange personnage dénommé Voyageur (Mr Wednesday en version originale). Ombre le rencontre un mercredi (Jour de Wotan, ou Odin en anglais). Celui-ci l'entraîne dans un long périple à travers les États-Unis. Ombre découvre bientôt que Voyageur n'est autre que l'ancien dieu nordique Odin qui tente de rallier à sa cause les autres anciens dieux et quelques personnages folkloriques afin de mener une guerre sans merci aux divinités plus récentes de l'Amérique que sont la voiture, internet, la télévision et les médias.

## Présentation de l'œuvre
American Gods est un récit divisé en trois parties et vingt chapitres, accompagnés de trois interludes, d'un épilogue et d'un post-scriptum. Neil Gaiman a dédié son roman aux auteurs américains Kathy Acker et Roger Zelazny.
Paru aux États-Unis en 2001, American Gods s'inscrit dans un travail plus large sur les mythologies et les folklores déjà amorcé dans la bande dessinée de Neil Gaiman intitulée The Sandman (1989-1996). Le personnage de Johnny Appleseed est par exemple déjà présent dans The Sandman.
Avant même la publication du roman, Neil Gaiman avait créé un blog afin de permettre à ses lecteurs de suivre le processus de création, d'édition et de publication du roman ainsi que toute la campagne publicitaire qui a entouré sa sortie. Le site web est finalement devenu le site officiel de Neil Gaiman.
L'histoire du héros, Ombre, se poursuit dans une nouvelle de Neil Gaiman intitulée Le Monarque de la vallée (publiée dans le recueil Légendes de la fantasy). Neil Gaiman raconte également l'histoire des deux fils du dieu Anansi (alias Mr. Nancy) dans Anansi Boys, un roman paru en 2005.

### Genre
American Gods est un roman qui fait quelques emprunts au conte philosophique (avec des personnages souvent métaphoriques) et au genre plus cinématographique du road movie, décrivant le long périple du héros dénommé Ombre à travers une grande partie du territoire américain. Le périple géographique d'Ombre est doublé d'une quête de l'identité, d'un travail d'introspection sur son propre passé et d'une longue réflexion sur l'Amérique contemporaine.

### Sources d'inspiration
Neil Gaiman indique quelques-unes de ses sources dans les citations mises en exergue au début de chaque chapitre du roman : les folkloristes américains Richard Dorson et Benjamin A. Botkin, la spécialiste américaine des religions Doniger O'Flaherty.
Si la thématique d' American Gods présente quelques similarités avec le roman de Diana Wynne Jones intitulé Eight Days of Luke, Neil Gaiman reconnaît volontiers que les thèmes qu'il aborde ont déjà été traités par des auteurs comme James Branch Cabell, Roger Zelazny ou Harlan Ellison. Le thème des mythologies du monde à la rencontre de la culture et du mode de vie américains contemporains apparaît également dans Beau comme un aéroport, un roman de Douglas Adams paru en 1988, quant à la thématique des dieux qui déclinent, voire disparaissent lorsqu'ils n'ont plus de fidèles, elle se retrouve régulièrement au cœur des Annales du Disque-monde de Terry Pratchett ainsi que dans Le Cycle des épées de Fritz Leiber auquel Terry Pratchett emprunte beaucoup.
Pour anecdote, Neil Gaiman déclare également s'être fait aider par Terry Pratchett sur un point délicat de scénario et avoir repris à Gene Wolfe l'une de ses meilleurs répliques.

### Style
Dans American Gods, le style de Neil Gaiman a deux caractéristiques principales : l'usage d'un niveau de langue très familier, voire ordurier, et l'utilisation quasi systématique des noms des marques commerciales à la place des noms communs. 
Le niveau de langue très familier des dieux en particulier contribue à leur donner un style underground, bien loin des hauteurs célestes de leurs panthéons d'origine, tandis que l'emploi à outrance des noms de marques commerciales (cigarettes, alcool, voitures, téléphones portables, chaînes de restauration rapide ou de motels, etc.) stigmatise une société moderne structurée autour de l'échange symbolique des marchandises[réf. nécessaire].

## Personnages principaux
Les personnages sont classés par ordre alphabétique :
- Personnages mythologiques ou folkloriques
  - Apple Johnny, alias Johnny Appleseed ou encore John Chapman, héros américain ;
  - Bilquis, la Reine de Saba, mentionnée dans des récits bibliques, coraniques et hébraïques, mais aussi coptes et éthiopiens
  - M. Chaquel (Mr. Jaqual), alias Anubis, de la mythologie égyptienne ;
  - Czernobog, dieu de la nuit et de l'obscurité, de la lune de la mythologie slave ;
  - Ostara, alias Eostre, divinité fêtée à Pâques tirant son origine en mésopotamie (Ishtar), aussi nommée Astarte au proche-orient, Hator chez les égyptiens, elle engendre Vénus chez les romains (Vénus Erycine), ou encore Tanit à Carthage
  - Sam Fetisher, Noir, codétenu avec Ombre ;
  - Mike Persson, faux nom d'Ombre ;
  - M. Hinzelmann, kobold (lutin) de la mythologie germanique ;
  - M. Ibis, alias Thot, de la mythologie égyptienne ;
  - Loquace Lyesmith (Low-Key Lyesmith) alias Loki, de la mythologie nordique (Lyesmith ~ forgeur de mensonges); co-détenu d'Ombre Moon en prison
  - Mama-ji, alias Kâlî, déesse hindoue ;
  - M. Monde (Mr. World), autre nom de Loquace Lyesmith ;
  - M. Nancy, alias Compé Anansi (ou Ananse), dieu de l'Ouest africain ;
  - James O'Gorman, faux nom de Voyageur ;
  - Ombre (Shadow), (Baldr), dieu de la lumière, la beauté, la jeunesse et l'amour. Il est le fils d'Odin (mythologie nordique) ;
  - Sweeney le dingue, Suibhne mac Colmain, assimilé à un leprechaun irlandais ;
  - Zorya Utrennyaya, nornes, divinité responsable du destin dans la mythologie nordique ;
  - Zorya Vechernyaya, nornes, divinité responsable du destin de la mythologie nordique ;
  - Zorya Polunyochnyaya, nornes.
  - Voyageur (Wednesday), alias Wotan, ou Odin, de la mythologie nordique ;
  - Whiskey Jack, alias Wisakedjak, de la tradition des indiens d'Amérique ;

- Personnages humains
  - Samantha Black Crow, jeune fille prise en stop par Ombre sur la route de Lakeside, sœur de Marguerite Olsen ;
  - Audrey Burton, épouse de Robbie, amie d'Ombre et de Laura ;
  - Robbie Burton, meilleur ami d'Ombre, patron de La Musclerie, un studio de fitness à Egale Point, dans l'Indiana.
  - Johnny Larch, codétenu d'Ombre, récidiviste ;
  - Mme McCabe, mère de Laura ;
  - Alison McGovern, jeune fille victime d'un meurtre ;
  - Laura Moon, vingt-sept ans, épouse d'Ombre, décédée ;
  - Chad Mulligan, shérif placide de Lakeside ;
  - Marguerite Olsen, voisine de palier d'Ombre, sœur de Samantha Black Crow ;
  - G. Patterson, directeur de la prison ;
  - Essie Tregowan, petite fille superstitieuse des Cornouailles, devenue voleuse, prostituée, condamnée à mort en Angleterre, déportée en Amérique au XVIIIe siècle ; accompagnée par Sweeney le dingue lorsqu'elle meurt
  - Wilson, gardien de prison.

## Commentaires

### Colonisation de l'Amérique
Neil Gaiman exploite dans American Gods certains épisodes peu glorieux de l'histoire du peuplement des États-Unis. Au lieu d'évoquer la mythologie moderne qui entoure l'arrivée des premiers colons européens en quête d'un espace de liberté pour pratiquer leur culte religieux, l'auteur britannique évoque par exemple l'embarquement forcé des repris de justice britanniques au XVIIIe siècle ou l'arrivée des esclaves vendus aux négriers.
Neil Gaiman retient les épisodes suivants dans l'histoire de la colonisation de l'Amérique :
- 14 000 av. J.-C. : tribu primitive qui migre vers le continent américain à partir du Grand Nord ;
- 813 : première arrivée des Vikings, massacrés par les indigènes ;
- 1721 : arrivée de condamnés à mort fuyant les prisons britanniques et irlandaises ;
- 1778 : arrivée d'une jeune Africaine vendue par son oncle à des négriers ;
- 2000 : un citoyen du Sultanat d'Oman, envoyé par sa famille pour vendre des bibelots de fabrication moyen-orientale.

À chaque fois, il s'agit pour l'auteur de montrer comment des populations d'origines géographiques et culturelles très variées ont peu à peu abandonné leurs pratiques religieuses ancestrales une fois installées sur le continent nord-américain.

### Une vision de l'Amérique
Du point de vue mythologique ou plus généralement spirituel, Neil Gaiman présente l'Amérique comme une « gare centrale » où ont transité biens et personnes depuis la préhistoire jusqu'à l'époque contemporaine. Mais s'il est historiquement multi-culturel, ce pays est présenté comme fondamentalement hostile aux dieux étrangers et définitivement marqué par une approche plutôt animiste, celle des Nord-Amérindiens : « La religion, c'était le pays, l'église, c'était le pays ». L'Amérique apparaît comme une contrée sauvage et indomptable, que Neil Gaiman représente souvent sous les traits de l'Homme-Bison dans les rêves de son héros, Ombre. Le lent effacement symbolique des dieux des origines stigmatise également une société américaine qui a depuis longtemps rompu avec ses racines multi-ethniques extérieures pour fonder une nouvelle société, unique en son genre et culturellement émancipée.
Du point de vue sociologique, l'auteur britannique fait voyager ses personnages des plus grandes villes américaines (Chicago, Las Vegas) aux petites villes les plus reculées (Lakeside). Il évoque la désertification des États les plus pauvres où ne restent plus que des Amérindiens paupérisés et les ravages économiques que causent dans les campagnes des politiques commerciales aussi agressives que celle de la chaîne américaine Wal-Mart.

### Mythologie underground?
Le monde mythologique que décrit Neil Gaiman dans son roman ne manque pas d'humour. Quelle que soit leur origine, les dieux hindous, égyptiens, slaves, germaniques, celtiques ou amérindiens vivent pour la plupart dans un monde glauque et dépravé, usant d'un langage courant pour le moins vulgaire et menant des vies souvent dissolues. Quelques-uns, dont Thor, se sont même suicidés, ne supportant plus la vie moderne.
Pour les faire survivre dans un monde moderne qui a oublié les dieux de ses origines, Neil Gaiman prête à chacun de ses dieux des activités particulières qui les classent la plupart du temps dans un registre passablement underground : Odin / Wotan est présenté comme un escroc et un manipulateur dépourvu de scrupules dont tout le monde se méfie, Loki est un être sournois et fourbe, la Reine de Saba est une prostituée qui cherche ses clients sur internet, Czernobog est retraité d'un abattoir, les dieux Thot et Anubis sont des thanatopracteurs, tandis que Whiskey Jack est devenu un vieil ermite alcoolique. Du panthéon céleste de leurs origines ne reste plus qu'un monde sub-urbain aux allures de « cour des miracles ».
Comme le secret de leur existence réside dans le sacrifice et l'adoration, les anciens dieux tentent de survivre en substituant à l'adoration volontaire de tout un peuple le phénomène plus contemporain de la prédation sociale (escroquerie, viol, meurtre). Odin / Wotan déflore de jeunes vierges au cours de ses voyages, la reine de Saba cannibalise ses clients dans un fantasme d'adoration, Czernobog sacrifie symboliquement des bœufs en les tuant à coups de masse dans un abattoir, Anubis et Thot, dieux des morts, s'occupent des corps de défunts, enfin, Hinzelmann, le kobold, sacrifie chaque année un enfant, prenant ainsi le statut tout à fait moderne de tueur en série.

### Changement de paradigme
Dans son roman, Neil Gaiman évoque à deux reprises le « changement de paradigme » qui s'est opéré à l'ère moderne dans les sociétés occidentales et tout particulièrement aux États-Unis. Un changement de paradigme est une modification de la vision du monde d'une société donnée et ce changement de paradigme touche en tout premier lieu le rapport des Américains aux anciennes divinités.
Dans l'Amérique post-moderne que décrit l'auteur britannique, les sacrifices humains ou les dépôts de nourriture votive dédiés aux anciens dieux ont été depuis longtemps remplacés par des sacrifices symboliques et immatériels : sacrifice du temps devant son téléviseur ou sacrifice d'argent dans les casinos. L'électronique et l'informatique modernes ont damé le pion à la magie ancestrale qui faisait communiquer le monde humain avec le monde des forces invisibles. Les lieux sacrés ont été abandonnés au profit de parcs d'attraction (comme la « Maison sur le rocher » évoquée dans le roman et qui existe réellement : The House on The Rock) dénués de toute dimension sacrée et dont la magie repose simplement sur une idée habilement exploitée commercialement.
Le monde contemporain n'est plus en mesure de payer le prix exorbitant des sacrifices humains que réclamaient les anciens dieux. Le monde contemporain n'adore plus que la technologie et les biens matériels.

### Culture audiovisuelle moderne
Dans American Gods, les personnages du roman évoluent dans une société où l'image cinématographique ou télévisuelle sert de principal système de référence culturelle, balayant tout le paysage audiovisuel américain : du dessin animé des studios Looney Tunes ou Walt Disney aux films d'horreur en passant par des séries télévisées cultes. Ainsi, les différentes situations du roman évoquent chez les protagonistes des souvenirs de scènes tirées de Tortues Ninja, Xena, la guerrière, Lassie, South Park, M*A*S*H, Dick Van Dyke Show, I Love Lucy, Dallas, Dynastie, Hercule, Tonight Show, X-Files, Des agents très spéciaux, Max la Menace, Choupette la Coccinelle, Le Magicien d'Oz, Le Fugitif, Cheers, Carrie, Titi et Grosminet.
Le livre comme support culturel, en revanche, apparaît de manière plus ambiguë. Si Ombre lit tout au long du roman les Histoires d'Hérodote, seuls deux autres personnages très secondaires sont décrits avec un livre à la main : un veilleur de nuit dans un hôtel qui lit un roman de John Grisham et l'organisateur d'une vente de charité qui lit Le Meurtre de Roger Ackroyd d'Agatha Christie. Sinon, les livres sont des objets bradés (vente aux enchères), abandonnés dans des voitures (En terre étrangère de Robert A. Heinlein) ou simplement empilés dans des cartons en attente d'une improbable lecture (comme la collection de romans de Robert Ludlum du shérif Chad Mulligan).